# Christophe Lemaire (journaliste)
 (novembre 2007).
Si vous disposez d'ouvrages ou d'articles de référence ou si vous connaissez des sites web de qualité traitant du thème abordé ici, merci de compléter l'article en donnant les références utiles à sa vérifiabilité et en les liant à la section « Notes et références ».
Pour les articles homonymes, voir Christophe Lemaire et Lemaire.
Christophe Lemaire, né le 11 septembre 1960 à Bruxelles, est un journaliste et critique de cinéma belge.

## Biographie
Christophe Lemaire, fils du comédien Francis Lemaire, est né à Bruxelles le 11 septembre 1960. Il commence par travailler dans un vidéo-club fréquenté par de nombreux amateurs du genre[Quoi ?], dont Benoît Lestang qu'il présente à Jean Rollin. Ses meilleurs amis qui travaillent au comité de rédaction du journal Starfix lui proposent de s'associer au journal en tant que journaliste. Il en devient très vite une plume emblématique, notamment de par sa fidélité et la subtilité de ses articles. Il signe, dans ce même magazine, une rubrique sous le nom de Robert Paimbœuf. 
En 1990, après la disparition de Starfix, Christophe Lemaire devient collaborateur régulier de Ciné-News[réf. nécessaire]. L'équipe comprend d'autres anciens membres de Starfix  comme Julien Carbon. 
Parallèlement, de 1991 à 1995, il fait également partie de l'équipe éditoriale du magazine le Cinéphage[réf. souhaitée], fondé et dirigé par Gilles Boulanger.
Il travaille ensuite sur plusieurs supports : TV, presse écrite dont Brazil (jusqu'en 2011) et Mad Movies, auteur d’une série de blagues carambar…[réf. nécessaire]), pigiste pour Burger Quiz et fait quelques apparitions dans des films A, B ou Z.
Il a fait partie du Jury Presse du Festival du grain à démoudre de Gonfreville-l'Orcher en 2010.
Comme critique il a surtout défendu le cinéma de genre[réf. nécessaire] notamment Brian De Palma, John McTiernan ou Paul Verhoeven. Il écrit aussi la rubrique « film du mois » dans le magazine de musique Rock & Folk. 
Il a fait partie du Jury de la compétition internationale de la 6e édition du festival Hallucinations collectives à Lyon[pertinence contestée].
Il est aujourd'hui[Quand ?] chroniqueur sur le site web Filmo TV et anime aux côtés de François Cognard, Erwan Chaffiot et Fausto Fasulo l'émission le « Bistro de l'Horreur » ainsi que l'émission « Planète Sexy » aux côtés de Christophe Bier et de Didier Philippe-Gérard[source secondaire nécessaire].

## Figuration
- 1983 : Mad Mutilator de Norbert Moutier
- 1996 : Marquis de Slime de Quélou Parente
- 1996 : Time Demon de Richard J. Thomson
- 1998 : Le Plaisir (et ses petits tracas) de Nicolas Boukhrief
- 2002 : Irréversible de Gaspar Noé
- 2004 : Le Convoyeur de Nicolas Boukhrief
- 2004 : Saint Ange de Pascal Laugier
- 2008 : Cortex de Nicolas Boukhrief
- 2008 : Lady Blood de Jean-Marc Vincent
- 2009 : Gardiens de l'ordre de Nicolas Boukhrief
- 2016 : Made in France de Nicolas Boukhrief